# Opel 21/45 PS
L'Opel 21/45 PS est une voiture de la catégorie luxueuse construite par Adam Opel KG seulement en 1909 pour succéder au modèle 18/30 PS.

## Historique et technologie
La 21/45 PS a remplacée la 18/30 PS et elle a été placée aux côtés du modèle 16/35 PS qui est lui plus petit et moins cher.
Le moteur était un moteur quatre cylindres d'une cylindrée de 5 322 cm³ (alésage × course = 110 mm × 140 mm), qui produisait 45 ch (33 kW) à 1 600 tr/min. Le moteur était refroidi par eau; Une pompe centrifuge assurait la circulation du liquide de refroidissement. La puissance du moteur était transmise à l'essieu arrière via un embrayage à cône en cuir, une boîte de vitesses manuelle à quatre vitesses et un arbre à cardan. La vitesse maximale de la voiture était de 80 km/h.
Les deux essieux rigides étaient suspendus au cadre, constitué de profilés en U en tôle en acier, à des ressorts à lames semi-elliptiques. Le frein de service agissait sur l'arbre de sortie de la transmission. Le frein à main a été conçu comme un frein à tambours agissant sur les roues arrière.
Il y avait quatre styles de carrosserie, une voiture de tourisme à quatre places, une limousine Pullman quatre portes, un landaulet et un coupé deux portes. La variante la moins chère (la voiture de tourisme), coûtait 16 000 Reichsmark.
Fin 1909, la construction de la 21/45 PS est arrêtée. La successeur était le modèle 18/40 PS de 1912, plus petit.